# Stefan Kretzschmar

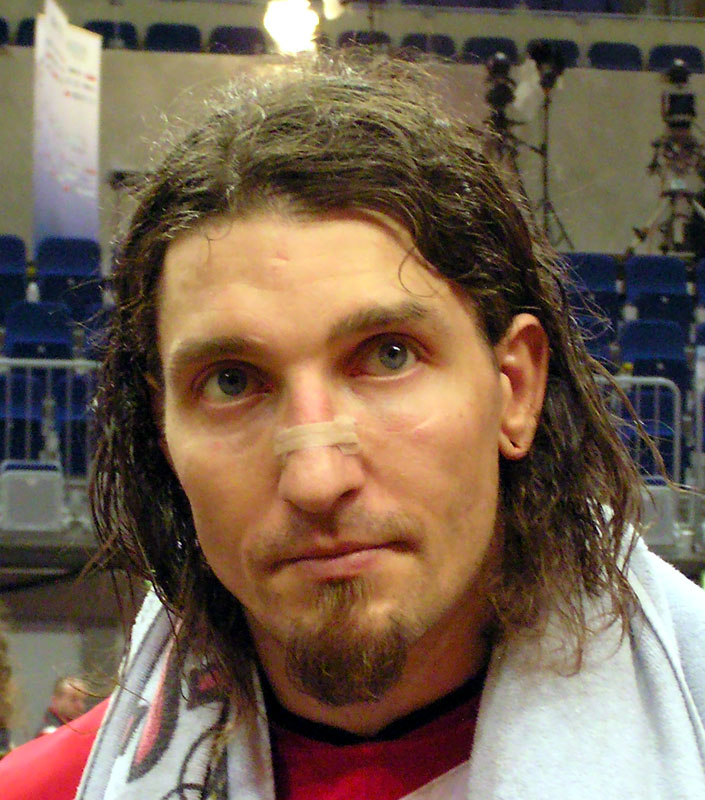
Stefan Kretzschmar, 2007.

Stefan Kretzschmar, född 17 februari 1973 i Leipzig i dåvarande Östtyskland, är en tysk före detta handbollsspelare (vänstersexa). Från 1993 till 2004 spelade han 218 landskamper och gjorde 821 mål för Tysklands landslag.

## Handbollskarriär
Stefan Kretzschmar spelade från barndomen i SC Dynamo Berlin som var ett handbollscentrum med en sportskola. Han gjorde debut i Bundesliga för SV Blau-Weiß Spandau, som gått samman med SC Dynamo Berlin. 1993 gick han till VfL Gummersbach, som hade Heiner Brand som tränare. 1993 debuterade han även i landslaget och 1994 följde mästerskapsdebuten vid EM i Portugal. 1996 deltog Kretzschmar vid OS i Atlanta. 1996 gick Kretzschmar till SC Magdeburg, som han blev tysk mästare och Champions League-mästare med 2001. Han missade EM 2004, då Tyskland blev Europamästare. Efter OS-finalen 2004 i Aten, som slutade med silver, valde Kretzschmar att sluta i landslaget.
Stefan Kretzschmars far Peter Kretzschmar spelade 66 landskamper för Östtyskland och var förbundskapten för damlandslaget. Hans mor Waltraud Kretzschmar spelade 217 landskamper för DDR och vann VM-guld 1971, 1975 och 1978. Kretzschmar har i Tyskland blivit känd inte bara som en av landets bästa handbollsspelare utan även för sina tatueringar och piercingar som gjort honom till en profil.

## Klubbar
- SC Dynamo Berlin
- SV Blau-Weiß Spandau (–1993)
- VfL Gummersbach (1993–1996)
- SC Magdeburg (1996–2007)

## Meriter

### Klubblag
- Champions League-mästare 2002
- EHF-cupmästare 2007

### Landslag
- EM-brons 1998 i Italien
- EM-silver 2002 i Sverige
- VM-silver 2003 i Portugal
- OS-silver 2004 i Aten

### Individuellt
- Årets handbollsspelare i Tyskland: 1994 och 1995